# Enric Roig
Enric Roig Masriera (Barcelona, 1892 - ibid , 17 de diciembre de 1962) fue un violinista, poeta y  musicólogo español.

## Biografía
Perteneció a los Marsriera, una reconocida familia de artistas del Modernismo (Lluís Masriera i Rosés, José Masriera y Manovens, Francisco Masriera) presentes en diversos ámbitos de la cultura. Fue educado en el Conservatorio Superior de Música del Liceo. Su formación cultural y artística se vio influenciada principalmente por su familia. Trabajó estrechamente con ella en la interpretación de música y obras de teatro en el taller Estudi Masriera / Petit teatre de la calle Bailén, con el nombre de Lluís Masriera / Companyia Belluguet.

### Musicólogo
Su principal logro fue haber ampliado el campo de la investigación de la música, tanto para el periodo anterior al Clasicismo, como  de los movimientos modernos. Defendió el trabajo y la teoría de Arnold Schoenberg y sus seguidores, incluyendo a su amigo Robert Gerhard Ottenwaelder. Entre sus alumnos había músicos de renombre como Manuel García Morante, Enric Gispert, Joan Guinjoan[cita requerida] o Joaquim Homs. Es autor de los siguientes ensayos: Los violinistas italianos del siglo XVI,  El valor de la música contemporánea, Los creadores de la ópera clásica en Nápoles, La polifonía clásica sacra, Canciones de los trobadores, comentarios sobre la interpretación de obras clásicas para violín y artículos en varias revistas.
Fue miembro de varias asociaciones y movimientos alrededor de la música contemporánea como Discòfils - Associació Pro -Música, un movimiento pionero en España que estuvo activo entre marzo de 1935 y febrero de 1936, con una clara vocación divulgadora y educativa. Esta asociación fue alentada por Joan Prats y Ricard Gomis y contó con el asesoramiento del compositor Roberto Gerhard. En estas sesiones también participaron el eminente musicólogo Higinio Anglés y el crítico Josep Palau i Claveras, el folklorista y compositor mallorquín Baltasar Samper Marqués y el crítico de música madrileño Adolfo Salazar. Parte del legado de Enric Roig como profesor de música se encuentra en la Biblioteca de la Universidad Pompeu Fabra y su colección de grabaciones fue entregada a la Biblioteca Nacional de Cataluña.